# Bandera de Georgia (Estados Unidos)
La bandera del estado de Georgia tiene tres franjas horizontales (una tricolor roja, blanca y roja) y presenta un cantón azul que contiene un anillo de 13 estrellas blancas que rodean el escudo de armas de color dorado del estado. El anillo de estrellas que rodea el escudo de armas del estado representa a Georgia como una de las Trece Colonias originales. Su versión actual fue adoptada el 19 de febrero de 2003. El escudo del arco simboliza la constitución del estado, mientras que los pilares representan las tres ramas del gobierno. Las palabras del lema del estado, "Sabiduría, Justicia y Moderación", están envueltas alrededor de los pilares, custodiadas por una figura vestida con un atuendo colonial de la Guerra de la Independencia de los Estados Unidos. Dentro de los brazos, se desenvaina una espada para representar la defensa de la constitución del estado con el lema de los Estados Unidos, "In God We Trust", que aparece debajo de estos elementos.
El diseño general se basa en la primera bandera nacional de la Confederación, que recibió el apodo de "Estrellas y barras". Desde que Mississippi votó para cambiar el diseño de su bandera en 2020, la bandera de Georgia sigue siendo una de las pocas banderas estatales con referencias a la Confederación. Es uno de los tres banderas de estados de EE. UU. que presentan las palabras "In God We Trust" (En Dios confiamos), y las otras dos son las de Florida y Misisipi.

## Origen
Aunque Georgia no tuvo una bandera oficial hasta 1879, con la secesión del estado de la Unión el 19 de enero de 1861, se habló de varias banderas diferentes como la bandera del estado. Una de ellas era la llamada "Bonnie Blue Flag", que mostraba una sola estrella blanca sobre un fondo azul oscuro. Otra fue la bandera que se izó en la Aduana de Savannah el 1 de febrero. Un periódico local la describió de la siguiente manera:
La bandera es blanca, con un borde rojo. En el centro del campo blanco está representado el escudo de armas de Georgia. Cinco estrellas rojas, con la estrella azul de Georgia en la parte superior del templo y rodeada por una gloria que se extiende desde la curva del arco que se extiende desde las dos esquinas inferiores de la bandera. Sobre todo está el Ojo que todo lo ve. Con esta disposición, mientras que el escudo de armas de nuestro propio Estado es el rasgo prominente de la bandera, los Estados secesionistas, a medida que ingresen en la constelación de nuestra Confederación del Sur, encontrarán sus lugares apropiados en el arco de fuerza o el arco de la promesa que se extiende sobre nuestra gloriosa bandera de Georgia libre e independiente.
El Código de Georgia de 1861 exigía que los regimientos y batallones de milicianos destinados a prestar servicio fuera de Georgia llevaran los colores del regimiento "con las armas del estado". Los colores del regimiento debían llevar inscrito el nombre de la unidad. No se especificaba el color de la bandera en sí. Sin embargo, una bandera estatal que sobrevive en la colección del Museo de la guerra civil estadounidense en Richmond coloca las armas sobre un campo rojo.
|                                   |                            |
| Colores de regimientos milicianos | Bandera estatal (de facto) |

## Historia

### Primera bandera oficial (1879-1956)
La bandera de 1879 fue presentada por el senador estatal de Georgia Herman H. Perry y fue adoptada para conmemorar a los soldados confederados durante la guerra de Secesión. Perry fue un excoronel del ejército confederado durante la guerra, y presumiblemente basó el diseño en la primera bandera nacional de la Confederación, comúnmente conocida como la bandera de las estrellas y barras. A lo largo de los años se fue modificando la bandera añadiendo y modificando el símbolo en la franja azul vertical en el asta. El diseño original de 1879 presentaba una franja azul sólida sin emblemas adicionales.
Una enmienda de 1902 a las leyes de la milicia estatal agregó el escudo de armas del estado a la banda azul, aunque un informe de investigación de 2000 del Senado de Georgia afirma que los investigadores no tenían conocimiento de ninguna bandera sobreviviente que representara el escudo de armas directamente en la banda azul, lo que sugiere que en realidad nunca se produjo tal bandera. En cambio, a más tardar en 1904, el escudo de armas comenzó a representarse sobre un escudo blanco, posiblemente con un contorno dorado. Esta versión también agregó una cinta roja con la palabra "GEORGIA" debajo del escudo. Los investigadores del Senado descubrieron ejemplos de esta versión modificada.
Algunos fabricantes de banderas incluyeron el año 1799 en el escudo de armas, como en el sello del estado; el sello había sido adoptado en ese año. En 1914, la Asamblea General cambió el año a 1776, el año en que se firmó la Declaración de Independencia de los Estados Unidos.
En algún momento, el escudo de armas comenzó a ser reemplazado por el sello del estado. El informe del Senado indica que esto sucedió en algún momento de la década de 1910 o 1920, y puede haber estado relacionado con el cambio de fecha del sello del estado en 1914 y la necesidad de adaptar las banderas recién producidas a ese cambio. El informe señala que la primera publicación oficial del estado que utilizó el sello en lugar del escudo de armas fue el Registro Oficial de Georgia de 1927, que utilizó una versión en color del sello, y agregó que se usaron varias versiones del sello en las banderas durante esta era, hasta que se prescribió un nuevo dibujo en la década de 1950.
|                             |                             |                             |                             |
| Bandera estatal (1879-1902) | Bandera estatal (1902-1906) | Bandera estatal (1906-1920) | Bandera estatal (1920-1956) |

### Segunda bandera (1956-2001)

Bandera estatal (1956-2001)

Bandera de batalla confederada del Ejército de Virginia del Norte.

A principios de 1955, el presidente del Partido Demócrata del Estado y abogado de la Asociación de Comisionados del Condado de Georgia, John Sammons Bell (que más tarde se desempeñó como juez en el Tribunal de Apelaciones de Georgia), sugirió una nueva bandera estatal para Georgia que incorporaría la bandera de batalla confederada. En la sesión de 1956 de la Asamblea General, los senadores estatales Jefferson Lee Davis y Willis Harden presentaron el Proyecto de Ley Senatorial 98 para cambiar la bandera estatal. El proyecto de ley, que se convirtió en ley el 13 de febrero de 1956, entró en vigencia el 1 de julio siguiente.
Una copia de la nueva bandera exhibida en la ceremonia de firma de 1956 muestra ligeras diferencias con la bandera estatal que se producía comúnmente (y que se muestra aquí). En la versión de 1956, las estrellas son más grandes y solo el punto central de la estrella central apunta hacia arriba. Además, las primeras copias de la bandera de 1956 usaban una versión diferente del sello estatal. (El sello estatal de Georgia de 1920 fue el sello estatal que se vio en estos primeros ejemplos. Este es el sello que se vio en todas las banderas estatales de Georgia de diseño posterior de 1920). En el verano de 1954, un nuevo sello estatal rediseñado comenzó a aparecer en los documentos del gobierno estatal. A fines de la década, los fabricantes de banderas usaban el nuevo sello en las banderas estatales oficiales de Georgia.
Según un informe de investigación del año 2000 del Senado de Georgia, la bandera de 1956 se adoptó en una época en la que la Asamblea General de Georgia "estaba dedicada por completo a aprobar leyes que preservaran la segregación y la supremacía blanca". Hay pocos registros escritos, si es que hay alguno, de lo que se dijo en los plenos de la Cámara de Representantes y el Senado de Georgia cuando se presentó y aprobó el proyecto de ley de la bandera de 1956 en la legislatura georgiana, y la ley georgiana tampoco prevé una declaración de intención legislativa cuando se presenta un proyecto de ley, aunque el ex congresista estadounidense James Mackay, uno de los 32 miembros de la Cámara que se opuso al cambio, declaró más tarde: "Sólo había una razón para poner la bandera allí: como el porta armas en la parte trasera de una camioneta, transmite un mensaje". Además, el informe de 2000 concluyó que "la Asamblea General de 1956 cambió la bandera del estado" durante "una atmósfera de preservación de la segregación y resentimiento" hacia las decisiones del gobierno estadounidense sobre la integración. El cambio de bandera estatal fue visto como un "gesto de desafío ante la aplicación inicial por parte del gobierno federal del caso Brown contra el Consejo de Educación (1954)".
El informe de 2000 afirma que las personas que habían apoyado el cambio de bandera en la década de 1950 dijeron, al recordar el evento años después, que "el cambio se hizo en preparación para el centenario de la guerra de Secesión, que estaba a cinco años de distancia; o que el cambio se hizo para conmemorar y rendir homenaje a los veteranos confederados de la guerra de Secesión". Bell, quien diseñó la bandera de 1956 y apoyó su adopción durante la década de 1950 como defensa de las "instituciones" del estado, que en ese momento incluían la segregación, afirmó años después que lo hizo para honrar a los confederados. El informe de 2000 afirma que las afirmaciones de que la bandera fue ostensiblemente cambiada en 1956 para honrar a los soldados confederados llegaron mucho después de la adopción de la bandera, en un intento de los partidarios del cambio de dar marcha atrás con el apoyo previo a la segregación en una época en la que ya no estaba de moda, diciendo que el "argumento de que la bandera fue cambiada en 1956 en preparación para el centenario de la Guerra Civil que se acercaba parece ser un argumento retrospectivo o posterior al hecho" y que "nadie en 1956, incluidos los patrocinadores de la bandera, afirmó que el cambio fuera en anticipación del próximo aniversario".
En ese momento, la oposición al cambio de la bandera provino de varios lados, incluidos grupos históricos confederados como las United Daughters of the Confederacy (UDC). Los opositores a un cambio de la bandera afirmaron que incorporar la bandera de batalla confederada en el diseño sería demasiado seccionalista, contraproducente y divisivo, diciendo que la gente debería mostrar patriotismo hacia los Estados Unidos en lugar de la extinta Confederación, haciendo referencia al juramento a la bandera de los Estados Unidos, que establece que Estados Unidos es "una nación... indivisible". Los opositores al cambio de bandera también dijeron que no había nada malo con la bandera de 1920 y que la gente estaba contenta con ella. Otros se opusieron a cambiar la bandera por la carga que ello supondría para quienes tendrían que comprar una nueva bandera para reemplazar la obsoleta.
El informe del Senado de Georgia de 2000 y otros críticos han interpretado la adopción de la bandera de 1956 como un símbolo de protesta racista, citando la legislación aprobada en 1956 que incluía proyectos de ley que rechazaban el caso Brown v. Board of Education y comentarios pro-segregacionistas del entonces gobernador Marvin Griffin, como "El resto de la nación está mirando a Georgia como el líder en la segregación". Aunque los legisladores apoyaron abiertamente la segregación, no existe registro escrito de lo que se dijo en las sesiones del Senado y la Cámara de Representantes sobre el motivo del cambio de bandera.
La presión política para un cambio en la bandera oficial del estado aumentó durante la década de 1990, en particular durante el período previo a los Juegos Olímpicos de 1996 que se celebraron en Atlanta. La National Association for the Advancement of Colored People (NAACP) se centró en la bandera georgiana como un problema importante y algunos líderes empresariales en Georgia sintieron que las percepciones de la bandera estaban causando daño económico al estado. En 1992, el gobernador Zell Miller anunció su intención de eliminar el elemento confederado, pero la legislatura estatal se negó a aprobar cualquier legislación que modificara la bandera. El asunto se abandonó después de la sesión legislativa de 1993. [cita requerida] Muchos residentes de Atlanta y algunos políticos georgianos se negaron a izar la bandera de 1956 y en su lugar izaron la bandera anterior a 1956. La controversia se extendió fuera de las fronteras de Georgia, con el gobernador de Nueva York, George Pataki, retirando la bandera de Georgia de una exhibición en Albany en protesta, y dos senadores del estado de Georgia retirando la bandera de Nueva York de la casa estatal de Georgia en represalia.

### Tercera bandera (2001-2003)

Bandera estatal (2001-2003)

El sucesor de Miller como gobernador, Roy Barnes, respondió a los crecientes pedidos de una nueva bandera estatal y en 2001 apresuró la aprobación de un reemplazo a través de la Asamblea General de Georgia. Su nueva bandera, diseñada por el arquitecto Cecil Alexander, buscaba un compromiso al presentar versiones pequeñas de algunas (pero no todas) de las antiguas banderas de Georgia, incluida la controvertida bandera de 1956, bajo las palabras "Historia de Georgia". Esas banderas incluyen una bandera estadounidense de trece estrellas con el diseño de "Betsy Ross"; la primera bandera de Georgia (antes de 1879); la bandera de Georgia de 1920-1956; la bandera estatal anterior (1956-2001); y la actual bandera estadounidense de cincuenta estrellas.
En una encuesta sobre banderas estatales y provinciales en América del Norte realizada en 2001 por la Asociación Vexilológica de América del Norte, la bandera rediseñada de Georgia fue calificada como la peor por un amplio margen. El grupo afirmó que la bandera "viola todos los principios del buen diseño de banderas". Después de que la bandera estatal de 1956 fuera reemplazada en 2001, la ciudad georgiana de Trenton adoptó una versión modificada como su bandera oficial de la ciudad, para protestar por su discontinuación.

## Bandera actual
En 2002, Sonny Perdue fue elegido gobernador de Georgia, en parte debido a su promesa de permitir que los georgianos eligieran su propia bandera en un referéndum estatal. Perdue decepcionó a muchos partidarios de la bandera de 1956 al no proponer un referéndum sobre la versión que preferían. En cambio, Perdue permitió que la legislatura de Georgia diseñara una nueva bandera en 2003. 
La bandera propuesta por la Asamblea General combinaba elementos de las anteriores banderas de Georgia, creando una composición más inspirada en la primera bandera nacional confederada ("Stars and Bars", "Estrellas y barras"), que en el pabellón de batalla confederado. Perdue firmó la legislación en ley el 8 de mayo de 2003.
La legislación de 2003 también autorizaba la realización de un referéndum público en el que una de las dos últimas banderas (la de 2001 y la de 2003) sería adoptada oficialmente como la bandera del estado. El referéndum tuvo lugar durante las primarias estatales del 2 de marzo de 2004. Algunos grupos y manifestantes de patrimonio, conocidos como "flaggers" (del inglés flag, "bandera"), enfadados con el gobernador Perdue porque la bandera de 1956 no había sido incluida entre las elecciones, llamaron a un boicot en la votación. Si la bandera de 2003 hubiera sido rechazada, el diseño anterior a 2001 se habría sometido a votación. Finalmente, el diseño de 2003 ganó el referéndum con un 73,1% de los votos.
Si bien la nueva bandera estatal incluye elementos de las banderas de 1879, 1902, 1906 y 1920, éstas son similares a la primera bandera oficial de los Estados Confederados de América (ver banderas de los Estados Confederados de América). A pesar de que la bandera oficial en el período entre 1956 y 2001 contenía el pabellón de batalla más ampliamente conocido, la bandera actual es similar a la primera bandera oficial confederada ("Stars and Bars"), con el escudo de armas del estado de Georgia sustituyendo a las siete estrellas sobre fondo azul.

## Jura de lealtad
Juro lealtad a la bandera de Georgia y a los principios que defiende: Sabiduría, Justicia, y Moderación.